# Baldredo
Baldredo di Tyninghame (... – 756) è stato un abate ed eremita scozzese originario della Northumbria, vissuto nell'East Lothian scozzese durante l'VIII secolo e canonizzato tra il IX e X secolo.

## Datazione
Simeone di Durham fissa la sua data di morte al «ventesimo anno [del regno] di re Eadberht di Northumbria» e Turgot di Durham al «diciassettesimo anno di episcopato di Cynulf», ossia al 756. Poiché la sua ricorrenza è fissata al 6 marzo del moderno calendario, la data precisa sarebbe il 6 marzo 756.  Sebbene la datazione all'VIII secolo sia oggi generalmente accettata, a causa di un passo del cinquecentesco Breviario di Aberdeen, spesso in passato il santo è stato associato alla vita di San Mungo, vissuto nel VI secolo.

## Biografia
Baldredo è comunemente indicato come "l'Apostolo di Lothian", dato che, come affermato da Simeone di Durham nella sua Historia Dunelmensis Ecclesiae: «i confini della sua opera di pastore abbracciavano l'intera terra che appartiene al monastero di Saint Balther, che è chiamato Tyninghame, e da Lammermuir a Inveresk o, come veniva chiamato, Eskmouthe».
Il suo culto è certamente attestato nelle contee tra East Linton e North Berwick nell'East Lothian, e in particolar modo nelle quattro chiese di Auldhame, Whitekirk, Prestonkirk e Tyninghame, dove si ritiene che Baldredo abbia fondato un monastero.
L'agiografia tuttavia racconta di come alle volte Baldredo preferisse sottrarsi al governo spirituale del monastero e come dunque fosse solito ritirarsi a Bass Rock, un'isola posta in prossimità della costa orientale della Scozia, circa 2 chilometri al largo, vicino alla foce del Firth of Forth, e a 5 chilometri a nord-est della città di North Berwick. Qui portò avanti la costruzione di un piccolo eremo e una annessa cappella, di cui sono pervenute tracce archeologiche.